# Палестинский исламский джихад
«Палестинский исламский джихад» или «Исламский джихад Палестины», «Движение исламского джихада в Палестине» (араб. حَرَكَةُ ٱلْجِهَادِ ٱلْإِسْلَامِيِّ فِي فِلَسْطِين‎, Харакат аль-Джиха̄д аль-Исла̄ми фи Филастӣн; сокращённо ПИД) — палестинская военизированная исламистская организация, ставящая целью создание палестинского исламского государства и уничтожение Израиля путём джихада. Была основана в конце 1970-x палестинцами из суннитского исламистского движения «Братья-мусульмане». Группировку основали доктор Фатхи Шкаки (бывший её лидером до своей смерти в 1995) и шейх Абд аль-Азиз Ауда (Оде). Признана террористической организацией в Израиле, США, Европейском союзе, Великобритании, России, Японии, Канаде, Австралии и Новой Зеландии.

## История
В своей деятельности члены ИД придерживаются принципов строгой конспирации, поэтому объём информации о ней резко ограничен. 
Первоначально группировка действовала с территории Египта, но после убийства египетского президента Анвара Садата в 1981 году руководство решило переместиться в Газу. Во время первой интифады, начавшейся в 1987 году, лидеры Исламского джихада перебрались в Ливан, где наладили прямые контакты с Ираном. В 1989 году Шакаки перенёс штаб-квартиру в Дамаск. По утверждению Сирии, этот офис выполняет лишь информационные функции.
Организация состоит из четырёх фракций, три из которых не осуществляют террористических операций. Деятельность «Джихада» не ограничивается территорией Израиля, членами этой организации совершаются также теракты на территории Ливана, Иордании и других стран Ближнего Востока. Считается, что организация финансируется Ираном, причём за каждую акцию боевикам полагается денежная премия.
В отличие от ХАМАСа, «Исламский джихад» не имеет социально-экономической платформы и не стремится стать массовым или политическим движением. Шакаки под влиянием исламской революции в Иране написал книгу «Хомейни — Исламская Альтернатива и Решение», ставшую практическим руководством для исламской молодежи.
«Исламский джихад» выступал против Соглашений Осло 1993 года.
В ходе израильского удара по району Армаль в Газе 5 августа 2022 года, был убит командующий северным подразделением «Исламского джихада» Тайсир Аль-Джабари. Глава «Исламского джихада» Зияд аль-Нахала заявил, что его группировка намерена мстить Израилю.

## Террористическая деятельность
Основной формой деятельности «Палестинского исламского джихада» является подготовка и совершение терактов против израильских военнослужащих и мирных граждан. Распоряжения о террористических актах поступают в «совет шуры» — подпольный орган, состоящий из десяти членов и координирующий действия военных структур Исламского джихада. От «шуры» распоряжения отправляются в лагеря беженцев Хан-Юсиф, Шейх-Радван и Джелазун, ставшие базой для террористов ИД. Непосредственно террористические акции осуществляются боевиками «Бригад аль-Кудса» или «Боевых сил исламского джихада» (араб. القوى الإسلامية المجاهدة‎), куда входят преимущественно фанатичные религиозные молодые люди, готовые пожертвовать собой во имя победы ислама. «Бригады Эль-Кудса» соответствуют бригадам «Из а-Дин аль-Касам» Хамаса.
Эта организация вместе с другими палестинскими группировками приняла активное участие в палестинской интифаде. В 1994 году Шакаки объявил о создании специального отряда смертников из 70 человек, подготовленных для терактов против Израиля и США. После смерти своего лидера боевики «Джихада» осуществляют теракты, приуроченные к очередной годовщине его гибели.

## Структура и руководство

### Лидеры и активисты
Фатхи Шкаки был ликвидирован израильскими спецслужбами на Мальте в октябре 1995.
Руководство:
Рамадан Шалах — генеральный секретарь движения с 1995 по 2018 год.
Зияд ан-Нахала — генеральный секретарь с 28 сентября 2018 года.
Махмуд аль-Ханди и шейх Абдалла аль-Шами — лидеры группировки в секторе Газа.

## Ликвидации и покушения на активистов
- Мухаммед Твальба[англ.] — глава группировки в Самарии. Убит в ходе тяжёлого боя во время операции «Защитная стена». Израильский бронированный бульдозер обрушил на боевиков стену дома, в котором те находились[16].
- Мохаммед Шейх аль-Халиль — лидер «Бригад Эль-Кудса». Убит в ходе операции «Первый дождь» ракетным ударом с вертолётов по его автомобилю[17].
- Башир Дабаш — лидер «Бригад Эль-Кудса» в секторе Газа. Убит в ходе операции «Дни покаяния» ракетным ударом с вертолёта по его автомобилю[18].
- Маклед Хамид — лидер «Бригад Эль-Кудса» в секторе Газа. Убит ракетным ударом с вертолёта[19].
- Мохаммед Сидер — лидер «Бригад Эль-Кудса» в Хевроне. Был убит в перестрелке при попытке ареста[20][21].
- Ияд Хардан — лидер «Бригад Эль-Кудса» в Дженине. Убит в результате взрыва бомбы, подложенной в телефонную будку возле палестинского полицейского участка[22].
- Исмаиль аль-Асамар — один из командиров военного крыла «Исламского джихада»; ликвидирован в ночь на 24 августа 2011.
- Бахаа Абу аль-Ата[англ.] — уничтожен в ночь на 12 ноября 2019.
- Халид Муауад — уничтожен утром 13 ноября 2019.
- Тайсир Джабари[англ.] — один из лидеров группировки. Ликвидирован во время Операции «Рассвет» 5 августа 2022.